# Up for the Down Stroke
Up for the Down Stroke es el segundo álbum de estudio de la banda estadounidense de funk Parliament. Fue publicado el 3 de julio de 1974 a través de Casablanca Records.

## Grabación y contenido
Las sesiones de grabación del álbum tuvieron lugar en 3 estudios de grabación diferentes: United Sound, Crystal Sound y Hollywood Studios. George Clinton produjo el álbum y Ralph Kraynik, Jeff y Jerry Voelker se desempeñaron como ingenieros de audio. Una vez completas las sesiones de grabación, Tom “Curly” Ruff masterizó el álbum en Allen Zentz Mastering, un estudio ubicado en San Clemente, California. Up for the Down Stroke contenía ocho canciones. 
El álbum contiene una reelaboración funk de la canción de The Parliaments «(I Wanna) Testify» bajo el título de «Testify».

## Recepción de la crítica
Un escritor no especificado de la revista Cash Box describió el álbum como “un poderoso LP que no encaja en ninguna categoría, pero que podría describirse como soul progresivo”. Un escritor no especificado de Record World escribió: “Músicos veteranos de R&B debutan en el sello Casablanca ofreciendo ritmos funk y ‘dance’ con precisión y experiencia”.

## Lista de canciones
| Lado dos |                                  |                                                                 |          |  |
| N.º      | Título                           | Escritor(es)                                                    | Duración |  |
| 1.       | «Up for the Down Stroke»         | George Clinton Williams Collins Clarence Haskins Bernie Worrell | 5:07     |  |
| 2.       | «Testify»                        | Clinton Deron Taylor                                            | 4:04     |  |
| 3.       | «The Goose»                      | Clinton Eddie Hazel                                             | 9:09     |  |
| 4.       | «I Can Move You (If You Let Me)» | Clinton Cordell Mosson Worrell Collins                          | 2:44     |  |

| Lado uno |                                                                                    |                                |          |  |
| N.º      | Título                                                                             | Escritor(es)                   | Duración |  |
| 1.       | «I Just Got Back (From the Fantasy, Ahead of Our Time in the Four Lands of Ellet)» | Peter Chase                    | 4:28     |  |
| 2.       | «All Your Goodies Are Gone»                                                        | Clinton Haskins William Nelson | 5:02     |  |
| 3.       | «Whatever Makes Baby Feel Good»                                                    | Clinton Hazel                  | 5:55     |  |
| 4.       | «Presence of a Brain»                                                              | Clinton Garry Shider           | 3:18     |  |

## Créditos y personal
Créditos adaptados desde las notas de álbum de Up for the Down Stroke.
Músicos
- Cordell Mosson – bajo eléctrico
- Williams “Bootsy” Collins – bajo eléctrico
- Eddie Hazel – guitarra, voces
- Ron Bykowski – guitarra
- Garry Shider – guitarra, voces
- William “Billie Bass” Nelson – guitarra
- Gary Bronson – batería
- Tiki Fulwood – batería
- Bernie Worrell – teclados
- Peter Chase – silbido
- George Clinton – voces
- Calvin Simon – voces
- Fuzzy Haskins – voces
- Grady Thomas – voces
- Raymond Davis – voces

Personal técnico
- George Clinton – productor
- Ralph Kraynik – ingeniero de audio
- Jeff Voelker – ingeniero de audio
- Jerry Voelker – ingeniero de audio
- Tom “Curly” Ruff – masterización
- Jon Echeverrieta – diseño
- Leandro Correa – fotografía